# サンピアの湯
仙台湯処 サンピアの湯（せんだいゆどころ サンピアのゆ）は、宮城県仙台市若林区蒲町に所在する温浴施設（日帰り入浴施設）である。

## 概要
2010年で営業を終了した、厚生年金事業振興団が運営していたウェルサンピア仙台を改修し、斎喜ビルが2017年10月に仙台湯処 サンピアの湯として開業、運営する。7種の風呂、7種の岩盤浴、2種のサウナを売りに、天然温泉（七郷温泉）や岩盤浴、お食事処、リラクゼーションのほか、スポーツジム（サンピアスポーツクラブ仙台）、医療クリニック（サンピア仙台健診クリニック）、保育園（マザース・サンピア保育園）を併設する。
2024年5月には、倉庫として使用していた4階エリアを岩盤浴利用者向けの休憩スペースとしてリニューアルした。

## 沿革
- 2017年10月12日 - 開業[1]。
- 2024年11月8日 - リニューアルに伴い、料金体系を変更[4]。

## 交通アクセス
- 仙台市地下鉄東西線 六丁の目駅南1出口 徒歩9分
- 仙台市営バス 蒲町東バス停 徒歩8分